# Campamento (Madrid)
Campamento es el nombre que recibe en la ciudad de Madrid el barrio n.o 105, uno de los siete que componen el distrito de Latina. Su nombre se debe a la presencia de cuarteles militares en él, actualmente en desuso y en proceso de recalificación como terreno urbanizable (Operación Campamento).
El barrio está urbanizado en menos del 50% y sus barriadas se extienden de forma lineal en un margen de la Autovía de Extremadura.

## Geografía
Este barrio limita con los barrios de Aluche, Las Águilas y Cuatro Vientos al sureste, separados de él por el Paseo de Extremadura (A-5). Al oeste limita con el término municipal de Alcorcón y al norte con el término municipal de Pozuelo de Alarcón y el distrito de Moncloa-Aravaca.
Está dividido en barriadas como la Dehesa del Príncipe, la Colonia Gran Capitán, La colonia de Santa Mónica y la de Mirador Casa de Campo, que actualmente se las conoce como Colonia Jardín, está última es la barriada que creció entre la A-5 y la carretera de Boadilla del Monte, la zona más antigua.
El barrio se halla sobre unos terrenos de la era cuaternaria, que forman un gran escalón sobre un estrato de la era terciaria.
Discurre por el barrio el Arroyo Meaques, afluente del río Manzanares, que tras atravesar el barrio baña la Casa de Campo.

## Fiestas
Las Fiestas del barrio de Campamento se celebran el tercer fin de semana de junio. Tras 11 años sin fiestas, la Asociación Vecinal de Campamento organizó las Fiestas de 2022 los días 17, 18 y 19 de junio.
Dentro de las colonias que forman Campamento, Dehesa del Príncipe también sus fiestas la tercera semana de junio.

## Callejero
Se encuentran total o parcialmente dentro del barrio las siguientes calles:
- Avenida de los Arqueros
- Calle de Adanero
- Calle de Arenas de San Pedro
- Calle de Arroyo Meaques
- Calle de Ayllón
- Calle de Aytona
- Calle del Azor
- Calle de Calamón
- Calle del Campo Florido
- Calle de Carabias
- Calle de Carballino
- Calle de Cardaño
- Calle de Cardencha
- Plaza de Carmona
- Calle de Carpesa
- Calle de Carracedo
- Calle de Cartaya
- Calle de Ceferino Ávila
- Calle de Cerraja
- Calle del Cine
- Calle de Claudio Sánchez Albornoz
- Calle de la Colonia Militar de Cuatro Vientos
- Calle de Coraceros
- Calle de Daniel Segovia
- Calle de Darío Gazapo
- Calle de Digital
- Calle de Dondiego
- Calle Dos
- Calle de Galicia
- Calle de los Granaderos
- Calle de Hoyo de Pinares
- Calle de Manuel García
- Calle de Mingorría
- Calle del Mirlo
- Calle de Mirueña
- Calle de Montehermoso
- Calle de Mosqueta
- Calle de Fuentesaúco
- Calle de Prado Alegre
- Calle de Sanchidrián
- Calle de Sebastián Álvaro
- Calle de Sedano
- Calle de Vainilla
- Calle de Verdolaga
- Calle de Villaviciosa
- Carretera de Boadilla del Monte
- Paseo de los Alabarderos
- Paseo de Extremadura (A-5)
- Paseo de los Húsares
- Paseo de los Lanceros

## Transportes

### Cercanías Madrid
Aunque está dentro del barrio vecino de Cuatro Vientos, la estación homónima de la línea C-5 tiene un acceso dentro de la Dehesa del Príncipe.

### Metro de Madrid
A pesar del nombre, la estación de Campamento se halla en realidad dentro del barrio de Aluche, si bien está al lado del Paseo de Extremadura, límite del barrio.
Desde 2002 el barrio tiene servicio de Metro dentro con la línea , con las estaciones de Colonia Jardín, Aviación Española (desde 2006) y Cuatro Vientos.

### Autobuses
Son varias las líneas urbanas e interurbanas que recorren este barrio.

#### EMT
Dentro de la red de la Empresa Municipal de Transportes de Madrid:
| Línea | Terminales                                      |
| ----- | ----------------------------------------------- |
| 36    | Atocha – Campamento                             |
| 39    | Plaza de España – Colonia San Ignacio de Loyola |
| 65    | Jacinto Benavente – Colonia Gran Capitán        |
| 139   | Dehesa del Príncipe – Carabanchel Alto          |
| H     | Aluche – Campus de Somosaguas                   |
| N19   | Cibeles – Colonia San Ignacio de Loyola         |

| línea  | vías cubiertas sentido ida                        | vías cubiertas sentido vuelta                      |
| ------ | ------------------------------------------------- | -------------------------------------------------- |
| 36     | Pº de Extremadura, Sebastián Álvaro               | Sebastián Álvaro                                   |
| 39 N19 | Pº de Extremadura                                 | Pº de Extremadura                                  |
| 65     | Ctra. de Boadilla del Monte, Sanchidrián, Adanero | Adanero, Sanchidrián, Villaviciosa                 |
| 139    | Coraceros, Avda. Arqueros                         | Pº Húsares, Pº Lanceros, Pº Alabarderos, Coraceros |

#### Líneas interurbanas
| línea                                                                           | vías cubiertas                                 |
| ------------------------------------------------------------------------------- | ---------------------------------------------- |
| 495 511 512 513 514 516 518 521 522 523 528 534 539 541 545 546 547 548 551 581 | Pº de Extremadura                              |
| 532 561 561A 561B 562 563 564 571 572 573 574                                   | Ctra. Carabanchel a Aravaca                    |
| 560                                                                             | Pº de Extremadura, Ctra. Carabanchel a Aravaca |